# Marek Nikl
Marek Nikl (ur. 20 lutego 1976 w Nymburku) piłkarz czeski grający na pozycji środkowego lub lewego obrońcy.

## Kariera klubowa
Nikl jest wychowankiem Bohemians 1905. Jednak nim zadebiutował w czeskiej ekstraklasie został na sezon 1994/1995 wypożyczony do Sparty Krč, z którą spadł z 3. ligi. Latem 1995 wrócił do Bohemians i od czasu pierwszego meczu w drugiej lidze zaczął grać w pierwszym składzie. W 1996 awansował z praskim zespołem do ekstraklasy, jednak już po roku Bohemians powrócił do drugiej ligi. Nikl grał w nim do połowy sezonu 1998/1999, gdy pomógł zespołowi w powrocie do pierwszej ligi.
W listopadzie 1998 Marek Nikl przeszedł do niemieckiego 1. FC Nürnberg, który dopiero co awansował do pierwszej ligi. W ekstraklasie niemieckiej Nikl zadebiutował 14 listopada w przegranym 0:3 wyjazdowym spotkaniu z Bayerem 04 Leverkusen. Wystąpił w 22 meczach i zdobył 1 gola (w majowym przegranym 1:2 meczu z SC Freiburg. Jednak nie zdołał pomóc klubowi z Norymbergi w utrzymaniu w lidze. Sezony 1999/2000 i 2000/2001 Nikl spędził z Nürnberg w drugiej lidze, będąc podstawowym zawodnikiem, ale już w sezonie 2001/2002 zespół znów grał w Bundeslidze. Pomógł mu wówczas w utrzymaniu, ale już w 2003 roku drużyna z Frankonii ponownie została zdegradowana. W sezonie 2004/2005 Nikl grał już w ekstraklasie, a w 2005/2006 zajął z Nürnberg wysoką 8. pozycję w lidze. W sezonie 2006/2007 był jednak rezerwowym i przegrał rywalizację o miejsce w składzie z Javierem Pinolą, Andreasem Wolfem i Gláuberem. Wystąpił w 7 meczach, zajął 6. lokatę i zdobył Puchar Niemiec.
W 2007 roku Nikl powrócił do Bohemians 1905. W 2012 zakończył w nim karierę.
| Sezon   | Klub            | Kraj   | Rozgrywki      | Mecze | Bramki |
| ------- | --------------- | ------ | -------------- | ----- | ------ |
| 1994/95 | Sparta Krč      | Czechy | 3. liga        | ?     | ?      |
| 1995/96 | Bohemians Praga | Czechy | 2. liga        | 24    | 0      |
| 1996/97 | Bohemians Praga | Czechy | Gambrinus Liga | 22    | 2      |
| 1997/98 | Bohemians Praga | Czechy | 2. liga        | 28    | 13     |
| 1998/99 | Bohemians Praga | Czechy | 2. liga        | 13    | 4      |
| 1998/99 | 1. FC Nürnberg  | Niemcy | Bundesliga     | 16    | 0      |
| 1999/00 | 1. FC Nürnberg  | Niemcy | 2. Bundesliga  | 29    | 3      |
| 2000/01 | 1. FC Nürnberg  | Niemcy | 2. Bundesliga  | 30    | 2      |
| 2001/02 | 1. FC Nürnberg  | Niemcy | Bundesliga     | 31    | 4      |
| 2002/03 | 1. FC Nürnberg  | Niemcy | Bundesliga     | 29    | 2      |
| 2003/04 | 1. FC Nürnberg  | Niemcy | 2. Bundesliga  | 28    | 2      |
| 2004/05 | 1. FC Nürnberg  | Niemcy | Bundesliga     | 25    | 0      |
| 2005/06 | 1. FC Nürnberg  | Niemcy | Bundesliga     | 27    | 2      |
| 2006/07 | 1. FC Nürnberg  | Niemcy | Bundesliga     | 7     | 0      |
| 2007/08 | Bohemians Praga | Czechy | Gambrinus Liga | 19    | 0      |
| 2008/09 | Bohemians Praga | Czechy | II liga        | 25    | 1      |
| 2009/10 | Bohemians Praga | Czechy | Gambrinus Liga | 27    | 0      |
| 2010/11 | Bohemians Praga | Czechy | Gambrinus Liga | 26    | 1      |
| 2011/12 | Bohemians Praga | Czechy | Gambrinus Liga | 7     | 0      |

## Kariera reprezentacyjna
W reprezentacji Czech Nikl zadebiutował 28 kwietnia 1999 roku w przegranym 1:2 towarzyskim spotkaniu z Polską. W kadrze narodowej wystąpił 5-krotnie, a ostatni występ zaliczył w sierpniu 2000, gdy Czechy pokonały 1:0 Słowenię.